# Sitio Paleontológico de Domo de Zaza
Este sitio ubicado en Domo de Zaza constituye un centro paleontológico de gran importancia a nivel nacional (en Cuba). Se encuentran expuestos en el Museo de Historia Natural de Sancti Spíritus.

## Historia
En 1970, Alejandro Romero Emperador y varios obreros que trabajaban en las canteras del sitio del mismo nombre encontraron los primeros fósiles.
El Grupo Sama perteneciente a la Sociedad Espeleológica de Cuba estudió el sitio durante varias décadas.
Finalmente en 1990 Manuel Iturralde en colaboración con el interesado director del Museo de Historia Natural de Nueva York Ross McPhee sobre mamíferos del terciario en Cuba investigaron más profundamente.
Resultaba ser un sitio prometedor por encontrarse restos fósiles que constituyen un eslabón de la evolución de la biota de Sudamérica hasta el Caribe.

## Fósiles de mamíferos del Plioceno
En su mayoría resultaban ser fósiles de mamíferos del principio del plioceno. Entre dichos se encontraba el primate Paralautta marinae, ancestro del P. varonae del pleistoceno. Además  el pequeño roedor Zazamimus veronicae y el enorme perezoso Imagocnus zazae.

## Exposición de los hallazgos
A medida de su colecta, son transportados para ser examinados en el Museo de Historia Natural de Sancti Spíritus. Entre los más impresionantes y gustados se encuentra el perezoso Imagocnus, el más antiguo de todas las Antillas.